# Caserta (zámek)
Královský palác Caserta, (italsky Palazzo Reale, nazýván též Reggia) v italské Casertě, cca 40 kilometrů severně od Neapole, je barokní zámek, který byl postaven jako rezidence Bourbonů za časů jejich vlády nad Královstvím neapolským a sicilským. Je to jeden z nejrozsáhlejších zámků Evropy.

## Dějiny zámku
V důsledku vídeňského míru z roku 1735 se syn španělského krále Karel III. Španělský stal vládcem Sicílie a Neapole. Jako Karel VI. byl prvním králem po 230 letech, jenž si za své sídlo zvolil místo na území jím získané říše a odtud také vládl, nikoli z dálek své rodné země. Za jeho vlády se začalo rozvíjet umění, i když město mu nepřipadalo dostatečně reprezentativní. Stejně jako mnohá knížata absolutismu si přál jako své sídlo vybudovat celé plánované město, které by bylo podobně jako Versailles politickým, hospodářským a kulturním střediskem. Pozemek pro nové palácové město byl nalezen na sever od Neapole poblíž Caserty (dnes Caserta Vecchia). Rodina Ceatani di Sermoneta tam v provincii Caserta vlastnila rozsáhlé pozemky, které však byla nucena kvůli svému vysokému zadlužení prodat. Jako kupec se našel Karel VI., jenž v roce 1750 převzal území do vlastnictví a od roku 1751 zahájil výstavbu rezidence. Při příležitosti položení základního kamene dne 20. ledna 1752 měly dva regimenty a několik jezdeckých eskadron vytvořit sestavu ve tvaru půdorysu nového paláce.

## Stavba

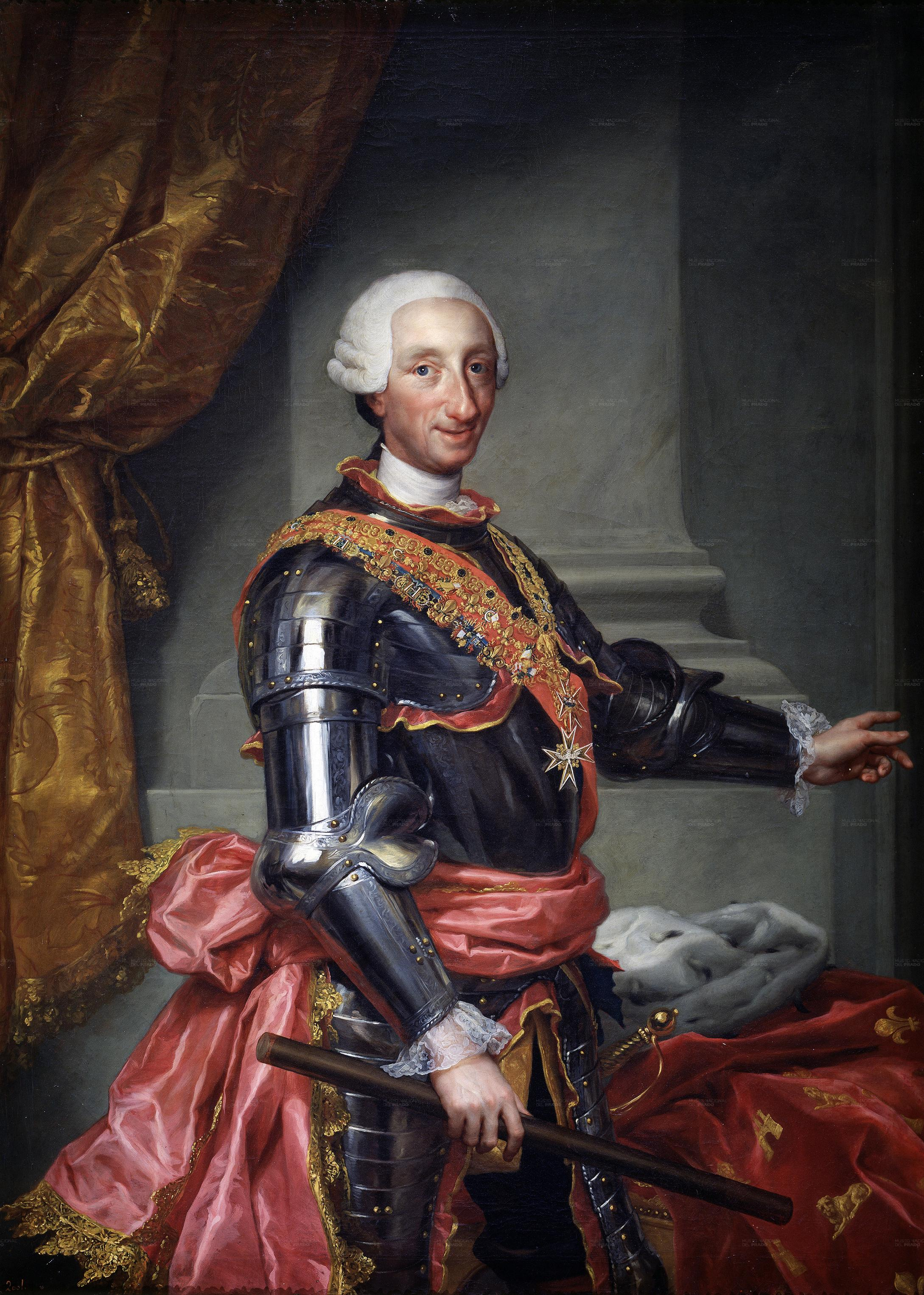
Stavitel, Karel VI., král Sicílie a Neapole

Stavba začala roku 1752 a práce trvaly téměř sto let. Jako hlavní architekt byl povolán Luigi Vanvitelli, žák Filippa Juvarry. Ten tavbu řídil až do roku 1773. Pro stavbu paláce hledal Karel VI. inspiraci ve versailleském zámku, ale také v Palacio Real v La Granja ve své španělské vlasti. Versailleský palác tehdy sloužil jako jasný vzor zámků pro celou Evropu a jeho vliv znovu nalézáme v mohutných, stejnoměrně strukturovaných fasádách zámku Caserta, zatímco záblesky z La Granja – především v zahradách – měly panovníkovi připomínat vlast. Vanvitelli navrhl obrovskou stavbu na pravoúhlém půdorysu s rozměry 247 x 184 metrů, v němž se křížově protínala dvě vnitřní křídla, a tím palác získal čtyři velké dvory. Uvnitř zámku bylo dostatek prostoru pro více než 1200 místností a průčelí byla osázena 1970 okny. Před průčelím směrem do města bylo vytvořeno oválné náměstí, jež mělo být ohraničeno nižšími postranními stavbami. Tato křídla však byla kvůli přílišné nákladnosti dostavěna pouze do poloviny, po straně zámku. Ze stejných důvodů byly provedeny některé ústupky oproti původním plánům, jako např. nárožní rizality se zdůrazněnými věžovitými nástavbami a kupole nad křížovou středovou budovou. Části paláce otevřené směrem do města a do zahrad byly zvýrazněny portály ve tvaru vítězného oblouku. Vnější průčelí jsou v přízemí opatřena pásovou rustikou, zatímco obě vyšší patra jsou na několika místech opticky spojena kolosálním řádem kompozitních polosloupů. Hrubé stavební práce skončily téměř po 20 letech po položení základního kamene, ovšem úplného dokončení zámku bylo dosaženo téměř za dalších sto let.
Karel VI. navštěvoval svůj ohromný objekt jen zřídka, ale před započetím stavebních prací získal v roce 1759 španělskou korunu a stal se králem. Jelikož podle smlouvy nesměl spravovat obě království v personální unii, vrátil se zpět do vlasti a přenechal rozestavěný palác svému synovi Ferdinandu IV.

### Vnitřek zámku
Přes dolní vestibul lze vstoupit na velké schodiště, jedno z největších barokních schodišť vůbec. Ohromná místnost vede nahoru do horního vestibulu a palácové kaple, za níž se nachází řada několika parádních přijímacích místností. Zde je vystaveno mnoho dodnes dochovaných kusů nábytku ještě z dob výstavby. Knihovna sestává ze tří místností, jež byly zřízeny na žádost Ferdinandovy manželky Marie Karolíny Habsbursko-Lotrinské, kde se nachází něco přes 10 000 svazků. V interiérech je dnes umístěno mimo jiné muzeum Museo de’ll Vanvitelliano – v němž můžeme obdivovat dějiny zámku – nebo pinakotéka s významnou sbírkou bourbonských portrétů. Také dvorní divadlo se zachovalo do dnešních dnů.
Palác byl kulisou mnoha rozličných filmových produkcí. V interiérech zámku byly natočeny některé části filmu Star Wars: Epizoda I – Skrytá hrozba, ale také romantický snímek pro teenagery Cinderella '87.

## Zámecký park
Současně s palácem začala i realizace projektu obrovského zámeckého parku. Na rozdíl od versailleské předlohy si král Karel přál zahradu, která by mu připomínala jeho rodné Španělsko, a tak byl do parku velkoplošně začleněn casertský horský svah, tak jak jej v menším měřítku znal ze zámku La Granja. Barokní park byl koncipován jako horský park a průzor do dálky tří kilometrů vedl od zámeckých zahrad až na svah. Střed osy byl vyzdoben velikými vodními plochami s kaskádami, jejichž vrcholem je veliká kašna bohyně Diany. Travnaté plochy před zámkem byly původně zamýšleny jako broderieparterre, nicméně z barokního uzpůsobení zbyl dnes pouze nedokončený záměr. Vzdálenější sektory parku byly za královny Marie Karolíny rozšířeny o anglický park, který je dodnes vyzdoben exotickými a vzácnými rostlinami.

## Imprese zámeckého parku

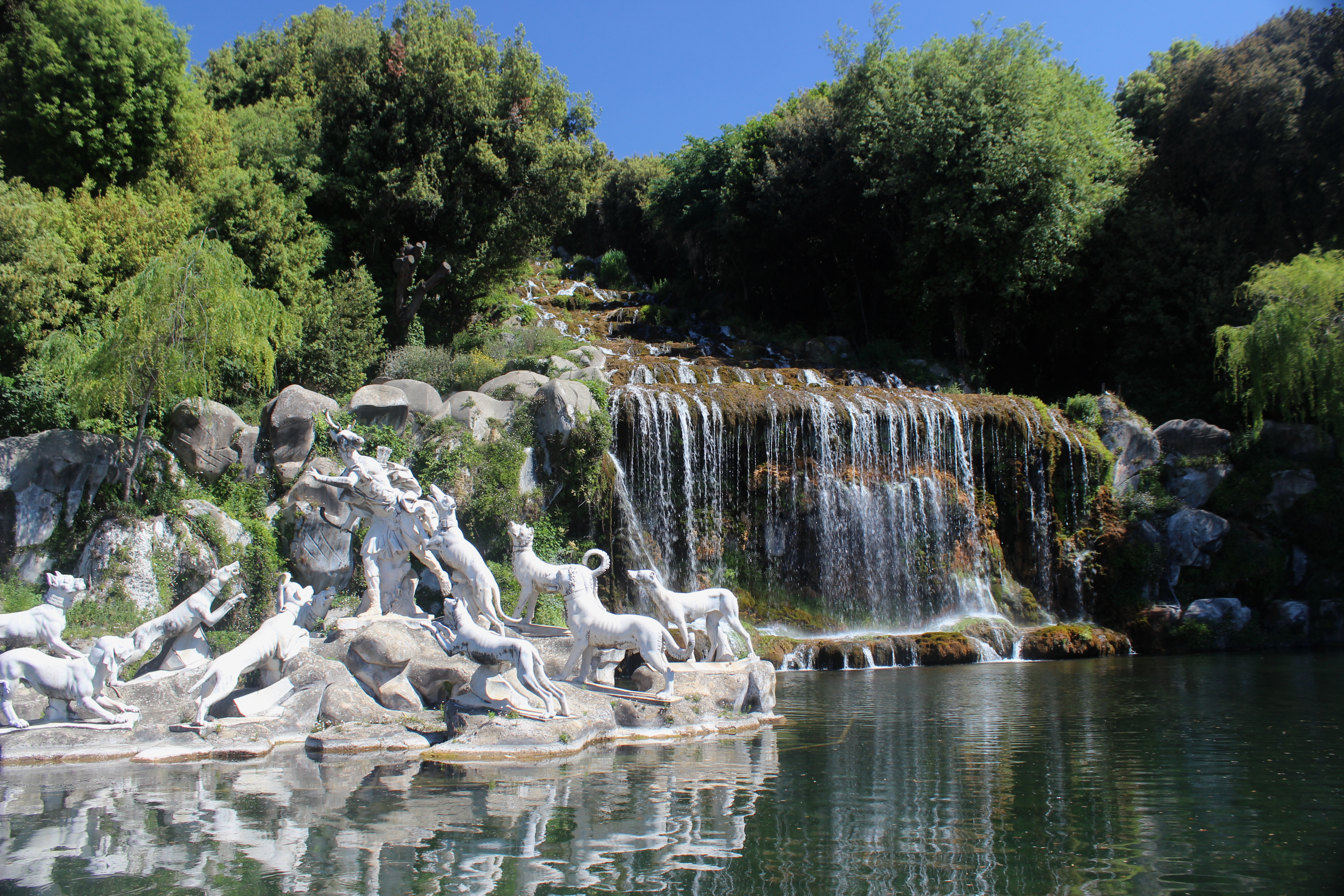
Detail vodotrysku
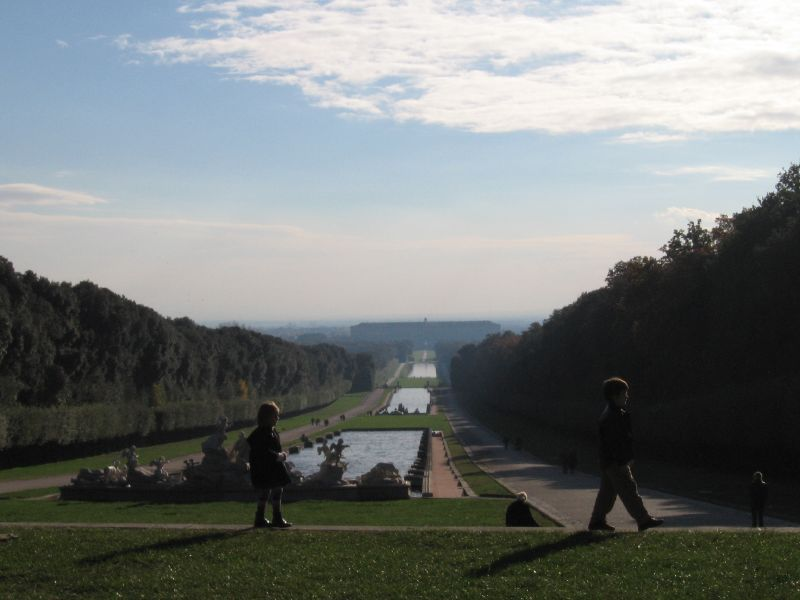
Pohled na zámek z dálky